# 1957.
◄ | 19. stoljeće | 20. stoljeće | 21. stoljeće | ►
◄ | 1920-ih | 1930-ih | 1940-ih | 1950-ih | 1960-ih | 1970-ih | 1980-ih | ►
◄◄ | ◄ | 1954. | 1955. | 1956. | 1957. | 1958. | 1959. | 1960. | ► | ►►
Arhitektura • Astronautika • Astronomija • Biologija • Film • Fotografija • Glazba • Kazalište • Kemija • Kiparstvo • Knjige • Književnost • Kršćanstvo • Meteorologija • Medicina • Planinarstvo • Politika • Pravo • Promet • Slikarstvo • Strip • Šport • Televizija • Znanost • Zrakoplovstvo • Željeznički promet

## Događaji
- 6. rujna – U Londonu je bez rezultata završio rad UN-ove komisije za razoružanje.
- 25. rujna – Američki predsjednik Dwight D. Eisenhower poslao je u Little Rock u Arkansasu 1000 vojnika kako bi omogućili provedbu presude Vrhovnog suda da devet crnih učenika može pohađati jednu dotad "bijelu" školu. Guverner Arkansasa angažirao je Nacionalnu gardu kako bi spiječio male crnce da pohađaju školu zajedno s bijelcima.
- 2. listopada – Na zasjedanju Glavne skupštine UN u New Yorku poljski ministar vanjskih poslova Adam Rapacki izložio je plan za Europu bez atomskog oružja.
- 4. listopada  – SSSR lansirao Sputnjik 1, prvi umjetni satelit u Zemljinoj orbiti.
- 3. studenog   – SSSR lansirao Sputnjik 2, drugi umjetni satelit u Zemljinoj orbiti u kojem se nalazila kujica Lajka,prvi pas u svemiru.
- 15. prosinca – Izlazi prvi broj sydneyske Spremnosti.

## Rođenja

### Siječanj – ožujak
- 29. siječnja – Petar Čobanković, hrvatski političar
- 1. ožujka – Radoslav Tomić, hrvatski povjesničar umjetnosti i akademik († 2024.)
- 11. ožujka – Qasem Soleimani, iranski general († 2020.)[1]

### Travanj – lipanj
- 19. travnja – Mukesh Ambani, indijski poduzetnik
- 25. travnja – Renata Waldgoni, hrvatska arhitektica († 2025.)
- 26. travnja – Vjeko Ćurić, hrvatski franjevac († 1998.)
- 29. travnja – Daniel Day-Lewis, britanski glumac
- 3. svibnja – Neven Budak, suvremeni hrvatski povjesničar
- 20. svibnja – Dubravka Šuica, hrvatska političarka
- 6. lipnja – Antun Lisec, hrvatski liječnik i pro-life aktivist († 2019.)
- 6. lipnja – Slavko Večerin, biskup Subotičke biskupije († 2022.)
- 7. lipnja – Juan Luis Guerra, dominikanski pjevač
- 13. lipnja – Rinat Dasajev, sovjetski nogometaš
- 21. lipnja – Luis Antonio Tagle, filipinski kardinal
- 23. lipnja – Igor Kordej, hrvatski crtač stripa, scenarist i ilustrator

### Srpanj – rujan
- 10. kolovoza – Nicola Pecorini, talijanski kinematograf
- 13. kolovoza – Bojan Šober, hrvatski operni pjevač
- 17. kolovoza – Alen Islamović, bosanskohercegovački rock pjevač
- 24. kolovoza – Stephen Fry, britanski glumac, pisac, komičar i filmski redatelj
- 28. kolovoza – Ivo Josipović, treći hrvatski predsjednik
- 12. rujna – Hans Zimmer, njemački skladatelj i glazbeni producent
- 18. rujna – Tomislav Pejić, hrvatski zagonetač († 1991.)

### Listopad – prosinac
- 5. listopada – Bernie Mac, američki glumac i komičar († 2008.)
- 11. listopada – Milan Vincetič, slovenski pjesnik, pisac i prevoditelj
- 4. studenog – Aleksander Tkačjov, ruski gimnastičar
- 12. studenog – Ivan Šuker, hrvatski političar i ekonomist
- 13. prosinca – Steve Buscemi, američki glumac
- 18. prosinca – Jasmina Božinovska Živalj, redateljica i dugogodišnja urednica HRT-a. (* 2025.)

## Smrti

### Siječanj – ožujak
- 14. siječnja – Humphrey Bogart, američki filmski i kazališni glumac (* 1899.)
- 16. siječnja – Arturo Toscanini, talijanski dirigent (* 1867.)
- 20. siječnja – James Brandon Connolly, američki atletičar, prvi olimpijski pobjednik Igara modernog doba (* 1865.)
- 4. veljače – Anton Mayer, hrvatski indoeuropeist i klasični filolog (* 1883.)
- 12. ožujka – Josephine Hull, američka filmska glumica (* 1886.)

### Travanj – lipanj
- 24. travnja – Elisabeth Hesselblad, švedska redovnica (* 1870.)

### Srpanj – rujan
- 1. srpnja – Drago Gervais, hrvatski književnik (* 1904.)
- 20. rujna – Jean Sibelius, finski skladatelj (* 1865.)
- 22. rujna – Zhou Xuan, kineska pjevačica i glumica (* 1920.)

### Listopad – prosinac
- 8. listopada – Marica Stanković, hrvatska katolička aktivistica, prosvjetna djelatnica (* 1900.)
- 26. listopada – Gerty Theresa Cori, američka biokemičarka, nobelovka (* 1896.)
- 29. listopada – Louis B. Mayer, američki filmaš (* 1882.)
- 24. studenog – Diego Rivera, meksički slikar (* 1886.)
- 29. studenog – Marija Jurić Zagorka, hrvatska književnica i novinarka (* 1873.)
- 17. prosinca – Jagoda Truhelka, hrvatska književnica (* 1864.)
- 19. prosinca – Julije Benešić, hrvatski književnik, prevoditelj i jezikoslovac (* 1883.)

## Nobelova nagrada za 1957. godinu
- Fizika: Chen Ning Yang i Tsung-Dao Lee
- Kemija: Alexander Robertus Todd, barun Todd od Trumpingtona
- Fiziologija i medicina: Daniel Bovet
- Književnost: Albert Camus
- Mir: Lester Bowles Pearson

## Vanjske poveznice
|  | Zajednički poslužitelj ima još gradiva o temi 1957. |